# Батальйон «Шаман»
Батальйон «Шаман» («Шаманбат»)  — підрозділ спеціального призначення ГУР МО.
Бійці загону відзначаються навичками в дайвінгу, парашутному спорті та альпінізмі. Члени батальйону воювали пліч-о-пліч з американськими та британськими колегами в Афганістані та заробили славу вершків українських спецпризначенців. Імовірно, ідеться про «зухвалу» спецоперацію українських військових з евакуації біженців із Кабулу.

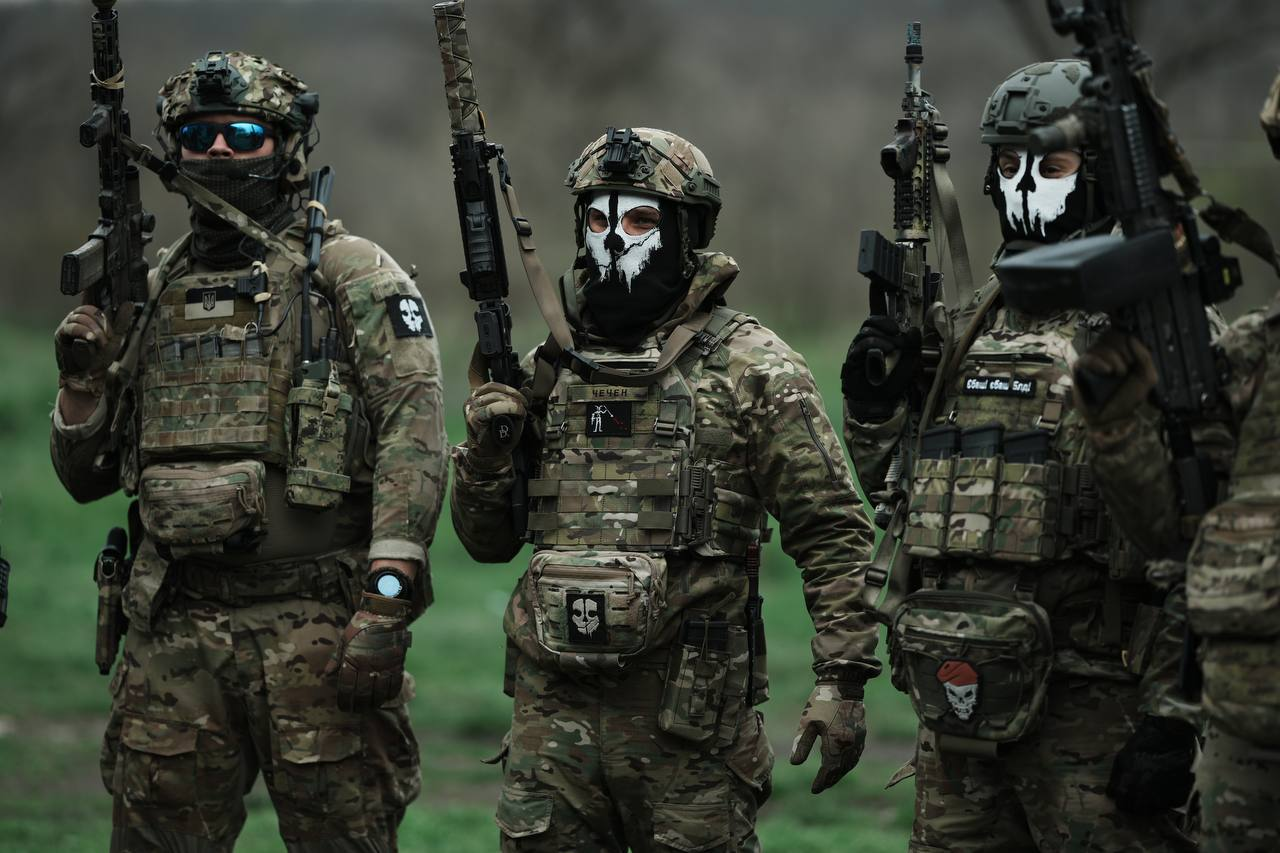
бійці підрозділу «Шаман»

## Історія створення
|  | Історія спецпідрозділу починається задовго до повномасштабного вторгнення – з 2014 року. Сама ідея створення підрозділу з такою емблемою, яку ми носимо, зародилася на далеких полях Донбасу під час першого вторгнення Російської федерації. – Шаман, інтерв'ю для РБК-Україна |

Батальйон створено 23 лютого 2022 року.
Командир, а також деякі інші бійці батальйону «Шаман» беруть участь у бойових діях з 2014 року.

## Символіка підрозділу
Емблема підрозділу («Ghost») створена за мотивами гри «Call of duty» — «Поклик Честі». Саме поклик Честі й символізує цю емблему.
|                             | У грі “Call of duty” чітко показано, як люди, ламаючи усі стереотипи, йдуть проти правил, проти всіх та всього. Для того, щоб перемогти та покарати зло, яке наповнює цей світ. Ми свято віримо, що після перебування у нашому підрозділі ти потрапляєш у Боже військо, тому що вище вже нікуди і тому Господь забирає найкращих з нас до себе на службу. Називайте це КМБ перед військом Судного дня, саме тому цей шеврон і носять на лівій руці – близько до серця. Тому, що Честь та Вірність – головні якості, яких ми завжди дотримуємося. |
| — Один із бійців підрозділу | |

## Склад
Чисельність підрозділу в один батальйон, спецпідрозділ секретний і тому точної чисельності невідомо, але наразі відомо лише деякі позивні бійців батальйону: «Шаман», «Сідней», «22», «Красивий», «Філософ», «КД», «Розумний», «Вітязь», «Чечен», «Домовой», «Людоїд», «Саїд».

## Оснащення
- БТР-80;[4]
- Black Hawk;[15]
- АТ-4;[16]
- Mavic;[17]
- Autel;[17]
- РПГ-7;[18]
- РШГ-2;[18]
- NLAW.[18]
- Shark[19]

## Діяльність
Місія батальйону «Шаман» — знищення інфраструктури, яка є життєво важливою для бойових дій Кремля. Для цього було зроблено кілька таємних рейдів на територію Росії, куди спецпризначенців уночі закидав гелікоптер, перетинаючи кордон на низькій висоті. Елітні українські спецпризначенці проводили рейди у глибокому тилу армії РФ, зокрема на території Росії.
Серед завдань батальйону також є координація менш досвідченої піхоти, проведення тренувань для новобранців, здійснюючи особливий акцент на тактичних технологіях.
|                                     | Батальйон «Шаман» не є стандартним підрозділом. Це – симбіоз досвіду та мотивації, і я вважаю, що це причина, чому через деякий час буде багато історій у книгах або навіть у фільмах. |
| — Сідней, Інтерв'ю для The War Zone | |

Серед бійців батальйону також були ті, хто працював у ворожому тилу, хто підривав колони росіян зсередини.
Спецпризначенці ГУР впритул контролювали кожен крок ворога. Воїни згадують про моменти, коли вони перебували за кількадесят метрів від рашистів навіть чули, про що ті розмовляють.
Бійці батальйону також акцентували на тому, що, працюючи місяць в тилу росіян, їм доводилось бачити й воєнні злочини росіян.

Коли ворог не ховався за цивільними, захисники користувалися ситуацією й коригували по рашистах артилерію. В інших випадках — самі цілили у ворога з гранатометів.
Також бійці батальйону  здійснюють рейди в тили ворога, щоб знищувати високопоставлених російських офіцерів.

## Участь у бойових діях
Бійці батальйону «зустрічали» російських спецпризначенців на аеродромі «Антонов» у Гостомелі.
|                                                        | Перші бої були в цивільних кросівках, куртці, шапці. [...] Зібралась моя група — люди, які колись служили й повернулися. В бої вкотилися зразу. Ніякого злагодження, ясна річ, не було. Зброю перевіряли на перекурах між боями. Було весело. |
| — Анонімний боєць батальйону, Інтерв'ю для АрміяINFORM | |

У Головному управлінні розвідки Міністерства оборони України (ГУР МО) повідомили, що підрозділи спецпризначення та місцевого опору знищили у Гостомелі 20 російських БМД (імовірно БМД-3 та/або БМД-4). Десять БМД були знищені о 18:30 (6:30 вечора) біля міського 
склозаводу.
|                                                                            | Бій на Гостомельському склозаводі — це робота не лише мого підрозділу. Там були хлопці з інших підрозділів, зокрема ССО, і за це їм велика подяка. От наша кооперація — гримуча суміш. Було жорстоке побоїще. Якби не цивільні, яких перед цим під час мінометного обстрілу було поранено і вбито, то, можливо, ми б і полонених взяли. Але вони заїхали на своїх БМД на блокпост, і бажання брати полонених не було ні в кого. Противник сподівався на силу своєї зброї і на повному ходу вирішив штурмувати імпровізований блокпост. Вони не знали, що нам спала на думку ідея — на перехрестя вийти силами, які там були. Скоріше за все, вони подумали, що там стоять непідготовлені війська. Але непідготовлені не значить не вмотивовані. Хлопці з тероборони роблять на ентузіазмі такі речі, що багатьом спецам і не снилось. |
| — Шаман, командир батальйону, Інтерв'ю для Військового телебачення України | |

За кілька днів на допомогу «Шаману» прибув іноземний легіон Головного управління розвідки.
2 березня 2022 року бійці батальйону «Шаман» допомагали з евакуацією в Бучі.
Бійці батальйону також здійснили кілька успішних диверсійних операцій в Ірпіні.
З 5 березня до 21 березня 2022 року батальйон брав участь у битві за Мощун. В Мощуні було 5 стрілецьких боїв. Дистанція — від 20 до 70 метрів. Бійці «Шамана» були в авангарді 72-ї бригади.
Брали участь у всіх важливих битвах у районі столиці та витискали росіян, коли ті бігли до Білорусі через Чорнобильську зону відчуження. Також батальйон завадив російським військам форсувати ріку Ірпінь, що відкрило б їм можливість удару по Києву.

Після відступу російських військ від Києва бійці «Шамана» переслідували їх і завдавали ударів з тилу, доки вони не перетнули кордон із Білоруссю.
8 травня 2022 року спецпризначенці брали участь у десантуванні з вертольотів та бойових діях на острові Зміїний.
|                                                                                             | Було декілька спроб висадки, і противник плюс-мінус розумів, що ми хочемо це зробити, але самої висадки і атаки не очікував. Ми ще й там порядно їх знищили… Найскладнішим є ухвалення рішення. Я це називаю — «домовитися із самим собою» різними видами аргументів… На той період аргументів було мінімум. Усі розуміли, що це складна операція, але ніхто не міг дати задню, тому що не знайшлося того, хто скаже ні. І все. |
| — Шаман, командир батальйону, Коментар для документального фільму "Битва за острів Зміїний" | |

Усі вісім вертольотів, які вилітали на Зміїний, виконували вогневе ураження ракетами і висаджували групи спецпризначенців на острові, повернулися на бази неушкодженими. Але біля берегів Одещини в гирлі Дунаю російським винищувачем Су-30 було збито морський вертоліт Мі-14, в якому, зокрема, загинув заступник командувача ВМС ЗСУ полковник Ігор Бедзай.
В жовтні 2022 року бійці «Шамана» разом з полком «Кракен» та Українським іноземним легіоном на 30 катерах брали участь у спробі звільнення Запорізької АЕС.

В грудні 2022 — березні 2023 підрозділ «Шаман» брав участь у боях за Бахмут (повідомлення з офіційного сайту ГУР, звернення Президента від 4 січня, звернення Президента від 13 січня, звернення Президента від 10 березня).
Влітку 2023 року бійці підрозділу брали участь в операції на лівому березі Херсонської області.
Бійці підрозділу здійснювали захід на територію Бєлгородській області, на місто Бєлгород, атакувавши їхній НПЗ.
Здійснювали рейдові операції на території Курської області.

## Втрати

### 2022
- 7 травня 2022 — Ігнатенко Віталій. Загинув під час першої висадки на острові Зміїни, прикривав відхід побратимів[40].
- 7 травня 2022 — Зайцев Олег Григорович («Knife»). Загинув під час першої висадки на острові Зміїни, прикривав відхід побратимів[40][41][42].

### 2023
- 14 липня 2023 — Толмачьов В'ячеслав («Рідік»). 31 рік, с. Мала Тимошівка Кіровоградської області. Загинув під час виконання бойового завдання в районі села Козачі Лагері на Херсонщині[43].
- 7 серпня 2023 — Богдан Сенюк («Багдад»). Загинув під час виконання бойового завдання на Херсонському напрямку, перетинаючи річку Дніпро натрапили на річкову міну. Посмертно удостоєний медалі “За мужність при виконанні спецзавдань” та Залізного Пластового Хреста.[44]
- 7 серпня 2023 —  Сіваш Антон «Чівас». м. Вінниця (24 роки)  Загинув під час виконання бойового завдання на Херсонському напрямку, перетинаючи річку Дніпро.[45] Посмертно удостоєний медалі « За мужність при виконанні спецзавдань» та Орденом «За Мужність» 3 ступення
- 16 серпня 2023 — Ткаченко Олександр Віталійович («Домовой»). Загинув під час штурму міста Бахмут Донецької області.[46]

### 2024
- 27 травня 2024 - Роман Сорока ("Футболіст"). Старший солдат. Загинув на Харківщині.
- 15 жовтня 2024 — Лісніченко Олександр («Форест»). Старший сержант. Загинув в бою за місто Торецьк на Донеччині [47].

### 2025
- Терещенко Юрій[48].
- Владислав «Козак».[49]
- «Сонік».[49]
- «Ральф».[49]

## У культурі
- 23 лютого 2024 український реп-виконавець Артем Лоїк опублікував пісню "Шаманбат", присвячену підрозділу.
- У вересні 2024 у Вінниці відбувся Всеукраїнський турнір, присвячений памʼяті воїнів спецпідрозділу ГУР «Шаманбат». Організатори – федерації дзюдо, самбо та греко-римської боротьби.[49]
- Восени 2024 року воїни спецпідрозділу “Шаман”, які отримали поранення під час війни з росією, взяли участь у марафоні морської піхоти США. Подолану дистанцію українські розвідники присвятили полеглим бойовим побратимам, а також нагадали, що війна за демократичну і вільну Україну триває.[50]